# South Sudan Air Force
La South Sudan Air Force, (in arabo القوﺍﺕ الجوية ﺍﻟﺴﻮﺩﺍﻧﻴـة‎?) ed internazionalmente conosciuta anche con la dizione in lingua inglese South Sudan People's Defense Forces (SSPLAF), è l'attuale aeronautica militare del Repubblica del Sudan del Sud e parte integrante delle South Sudan People's Defense Forces.

## Aeromobili in uso
Sezione aggiornata annualmente in base al World Air Force di Flightglobal del corrente anno. Tale dossier non contempla UAV, aerei da trasporto VIP ed eventuali incidenti accorsi durante l'anno della sua pubblicazione. Modifiche giornaliere o mensili che potrebbero portare a discordanze nel tipo di modelli in servizio e nel loro numero rispetto a WAF, vengono apportate in base a siti specializzati, periodici mensili e bimestrali. Tali modifiche vengono apportate onde rendere quanto più aggiornata la tabella.
| Aeromobile           | Origine   | Tipo                                             | Versione (denominazione locale) | In servizio (2024) | Note                                                                    | Immagine |
| Aerei da trasporto   |           |                                                  |                                 |                    |                                                                         |          |
| Antonov An-26 Curl   | Ucraina   | aereo da trasporto                               | An-26B                          | 2                  | Si effettua un atterraggio forzato l'8 febbraio 2022 e si perde un'ala. |          |
| Let L 410            | Rep. Ceca | aereo da trasporto                               | L-410                           | 2                  |                                                                         |          |
| Elicotteri           |           |                                                  |                                 |                    |                                                                         |          |
| AgustaWestland AW109 | Italia    | elicottero utility                               | AW109                           | 2                  |                                                                         |          |
| Mil Mi-17 Hip        | Russia    | elicottero multiruoloelicottero da trasporto VIP | Mi-17V-5Mi-172                  | 152                | 14 Mi-17V-5 e 2 Mi-172 in servizio al gennaio 2021.                     |          |
| Mil Mi-24 Hind       | Russia    | elicottero d'attacco                             | Mi-24V                          | 6                  | 6 Mi-24V in servizio al gennaio 2021.                                   |          |